# エキュメニカル (彩冷えるのアルバム)
『エキュメニカル』は、日本のバンド、彩冷えるの3rdミニアルバム。2007年3月7日に発売された。

## 概要
- 初回限定10000枚

## 収録曲

### CD
1. Artifact 
(作曲:ケンゾ)
2. 戦場カメラマンと最期 
(作詞:葵/作曲:夢人)
3. masquerade
 (作詞:葵/作曲:夢人)
4. ミスサンタクロース 
(作詞:葵/作曲:ケンゾ)
5. ハニーフレーバー 
(作詞/作曲:葵)
6. 七色の空のオクターブ 
(作詞:インテツ, 葵/作曲:インテツ)